# 水田珠枝
水田 珠枝（みずた たまえ、1929年11月9日 - ）は、日本の思想史研究者。名古屋経済大学名誉教授。公益財団法人東海ジェンダー研究所顧問。専門は政治思想史、女性学。

## 経歴
東京府生まれ。1949年津田塾専門学校（現・津田塾大学）英文科卒。55年名古屋大学法学部政治学科卒、1957年同大大学院法学研究科政治学専攻修士課程修了、同助手、62年同朋大学専任講師。63年東海女子短期大学専任講師、64年助教授。65年市邨学園短期大学助教授、70年教授、80年市邨学園大学教授、83年校名変更で名古屋経済大学経済学部教授。80年「女性解放思想史」で名大法学博士。92-96年経済学部長、2005年定年退任、名誉教授。
夫は水田洋（思想研究者、名古屋大学名誉教授、日本学士院会員）。

## 水田珠枝文庫
ジェンダー関係の書物を集め、研究や交流の拠点となることをめざして設けられた、2017年11月開館の名古屋大学ジェンダー・リサーチ・ライブラリ、女性史研究のパイオニアである水田珠枝・名古屋経済大学名誉教授の蔵書約7000冊を収める「水田珠枝文庫」は、その目玉の一つである。

## 著書
- 女性解放思想の歩み 岩波新書 1973.
- 女性解放思想史 筑摩書房, 1979.2 / ちくま学芸文庫 1994.5.
- 女性論の系譜 1981.4. NHK大学講座 / 日本放送協会 編
- ミル「女性の解放」を読む 岩波セミナーブックス 1984.8.
- 男性vs.女性 歴史にのこる名言集 岩波ジュニア新書 1990.6.

## 共編著
- 社会主義思想史 水田洋共著. 東洋経済新報社, 1958. 経済学入門全書
- 社会主義思想史 1516-1848 水田洋共著 社会思想社, 1971. 現代教養文庫
- Sources of British feminism マリア・マルヴェイ・ロバーツ共編 Routledge/Thoemmes Press, 1993.
- Perspectives on the history of British feminism 同 Routledge, 1994.
- Controversies in the history of British feminism 同　Routledge, 1995
- 世界女性学基礎文献集成. 昭和初期編 全15巻 監修. ゆまに書房, 2001.12.
- 世界女性学基礎文献集成. 明治大正編 全15巻 監修. ゆまに書房, 2001.6.

## 翻訳
- 功利主義　J・S・ミル 永井義雄共訳

河出書房新社「世界思想教養全集 6 イギリスの近代政治思想」, 1964、新版「世界の大思想28　ミル」1972、オンデマンド版2005.
- 自然社会の擁護　エドマンド・バーク　中央公論社, 1969.「世界の名著 34」
- 変革期の女性 É.シュルロ 平凡社 1972. 世界大学選書
- 女とは何か イデオロギーの歴史 V.クライン 新泉社, 1982.5.
- フェミニズム歴史事典 ジャネット・K.ボールズ,ダイアン・ロング・ホーヴェラー編著 安川悦子共監訳 明石書店 2000.8.